# 21714 Джеффріву
21714 Джеффріву (21714 Geoffreywoo) — астероїд головного поясу, відкритий 8 вересня 1999 року.
Тіссеранів параметр щодо Юпітера — 3,256.